# Matthiaskirche (Groß-Buchholz)

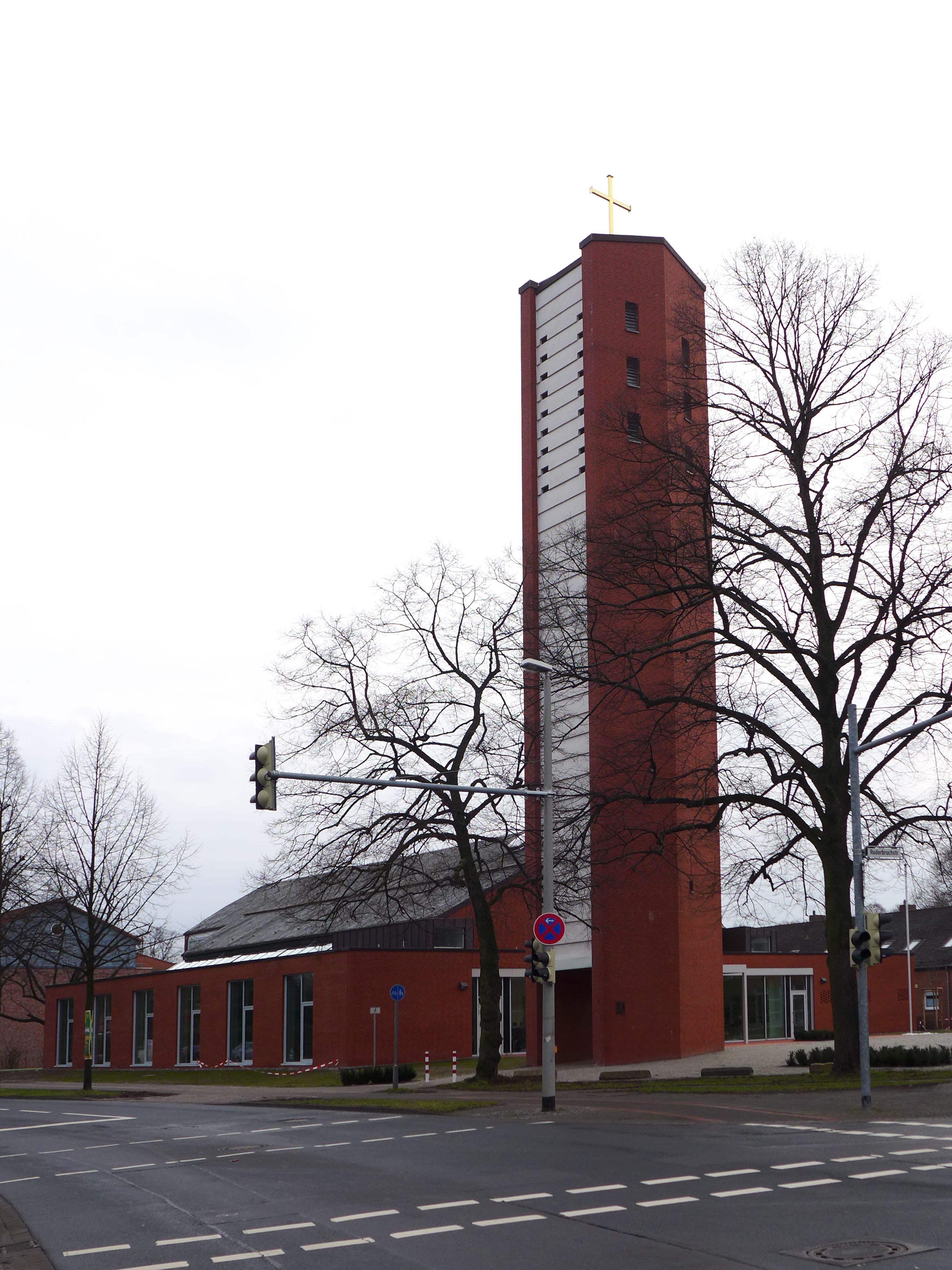
Matthiaskirche Groß-Buchholz

Die Matthiaskirche ist eine in den 1960er Jahren entstandene Kirche in Hannovers Stadtteil Groß-Buchholz. Sie ist die Kirche der evangelisch-lutherischen Kirchengemeinde Groß–Buchholz.

## Geschichte der Kirchengemeinde
Die erste Ansiedlung in Groß-Buchholz erfolgte in der zweiten Hälfte des 14. Jahrhunderts um die Pinkenburg, eine ehemalige Warte der Hannoverschen Landwehr. Die Bewohner erbauten die Antonius-Kapelle. Kirchlich gehörte Bothfeld zunächst zur Jakobikirche in Kirchrode. Seit 1295 wurde Bothfeld von Kirchrode gelöst und selbständig. Schon 1288 wird eine Nikolauskapelle erwähnt, erhielt aber erst 1539 eine eigene Kirche. Daher dürfte Groß-Buchholz kirchlich schon vom Beginn seiner Besiedlung an kirchlich zu Bothfeld gehört haben.
Nach der Eingemeindung von Groß- und Klein-Buchholz, Lahe und Bothfeld nach Hannover im Jahr 1907 stieg die Einwohnerzahl dieser früheren Dörfer. Um 1935 gab es erste Pläne für eine selbständige Kirchengemeinde und den Bau einer Kirche in Groß-Buchholz. 1940 erwarb die Bothfelder Kirchgemeinde in Groß-Buchholz ein Pfarrhaus für die zweite Pfarrstelle von St. Nicolai. Dieser Pfarrer war für den Schwerpunkt der Seelsorge für Buchholz und Lahe vorgesehen. Zwischen 1952 und 1957 fanden im Speisesaal des Flüchtlingslagers am Misburger Mühlenweg (jetzt Milanstraße) Gottesdienste statt, im Wechsel mit römisch-katholischen und ukrainisch-orthodoxen Gottesdiensten. 1958 folgte die formelle Gründung der nun selbstständigen Kirchengemeinde. Die Matthiaskirche wurde am 14. März 1964 eingeweiht.
Zwischen 1970 und 1980 folgten die Neubauten des Kindergartens, eines Gemeindezentrums im Gemeindeteil In den Sieben Stücken (das im Jahr 2007 wieder aufgegeben wurde) und eines Jugendhauses. Der Kindergarten steht heute in der Trägerschaft des Stadtkirchenverbandes Hannover.
Im Jahr 2009 fusionierte die Matthiaskirchengemeinde mit der Messias-Kirchengemeinde zur Evangelisch-lutherischen Kirchengemeinde Groß-Buchholz in Hannover.
2014 wurde ein neues Gemeindegebäude in der Form eines Hufeisens um die Kirche herum gebaut, es ersetzte das Gemeindehaus aus dem Jahr 1957.

## Innenraum

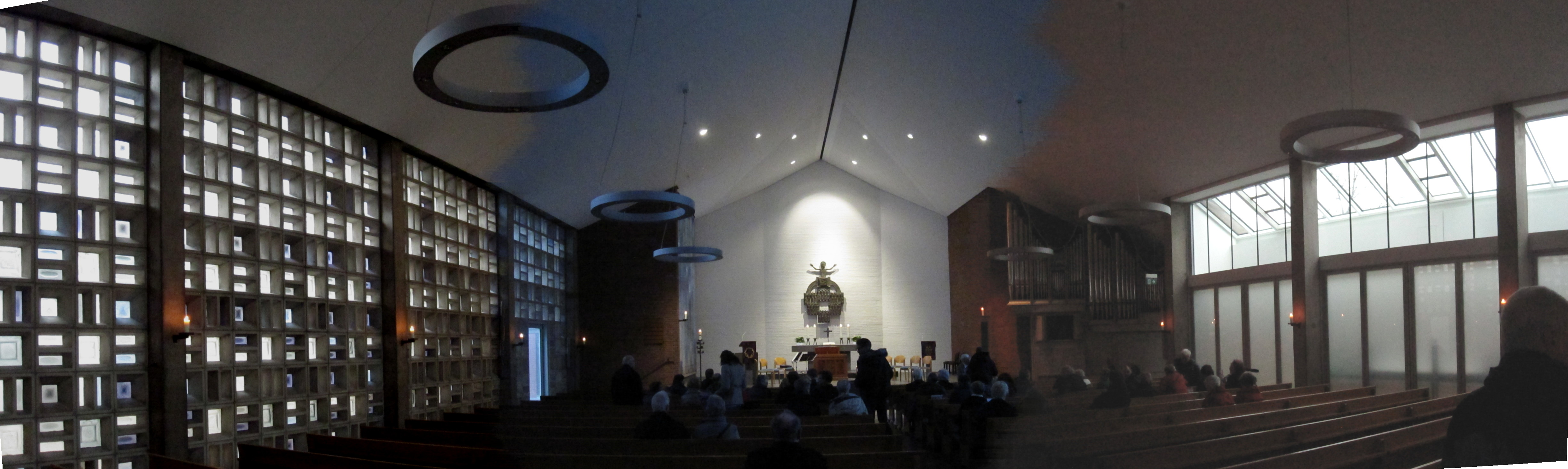
Konzert in der 2015 neu gestalteten Kirche

Das Altarbild (zu Offenbarung Kapitel 4) und das Altarkreuz aus Bronze, Silber und Amethyst stammen von Siegfried Zimmermann aus Hannover. Die Buntglasfenster wurden von Gerhard Hausmann aus Hamburg gestaltet. Der Altar, die Kanzel, das Lesepult und der Taufstein wurden aus Eifeler Mühlsteinlava gefertigt.
Die Orgelbaufirma Firma Schmidt & Thiemann aus Hannover errichtete die Orgel im Jahr 1966. Sie hat 28 Register und etwa 2000 Pfeifen.

## Glockenturm und Glocken
Im Turm der Kirche befinden sich insgesamt 9 Glocken; im Dachstuhl des Gemeindehauses befindet sich eine über 100 Jahre alte Glocke, die aus der alten Antoniuskapelle im Kapellenbrink stammt. Die Glocken im Turm werden zum Gottesdienst vom Küster per Knopfdruck geläutet. Täglich läuten die Glocken aber auch automatisch per Zeitschaltuhr, nämlich um folgende Uhrzeiten: montags bis freitags um 7:00 Uhr morgens, um 12:00 Uhr mittags und um 18:00 Uhr abends. Die kleinen Glocken im Turm stammen aus der ehemaligen Messiaskirche am Lenbachplatz. Die Glocke im Gemeindehaus wird immer geläutet, wenn im Gottesdienst gerade das "Vater Unser" gebetet wird. 
Als das Kirchenschiff noch nicht erbaut war, fanden die Gottesdienste im Pfarrsaal des Gemeindehauses statt, der Glockenturm stand damals aber schon und so konnten die Glocken vom Gemeindehaus aus geläutet werden.

## Trivia
Klaus Meine, Frontmann der Scorpions, hatte 1966 mit seiner damaligen Band Mushroom seinen ersten Auftritt im Jugendraum des Gemeindehauses.